# Spider-Man: Ni poti domov
Spider-Man: Ni poti domov je ameriški superjunaški film iz leta 2021, ki temelji na liku Spider-Mana iz Marvelovih stripov. Producirala sta ga Columbia Pictures in Marvel Studios, distribuiral pa Sony Pictures Releasing. Je nadaljevanje filmov Spider-Man: Vrnitev domov (2017) in Spider-Man: Daleč od doma (2019) ter 27. film v kinematografskem vesolju Marvel (MCU). Film je režiral Jon Watts, scenarij pa sta napisala Chris McKenna in Erik Sommers. V filmu igrajo Tom Holland, Zendaya, Benedict Cumberbatch, Jacob Batalon, Jon Favreau, Jamie Foxx, Willem Dafoe, Alfred Molina, Benedic Wong, Tony Revolori, Marisa Tomei, Andrew Garfield in Tobey Maguire. V filmu Parker prosi doktorja Stephena Strangea, naj uporabi urok, da svojo identiteto Spider-Mana izbriše, potem ko je bila razkrita svetu ob koncu filma Spider-Man: Daleč od doma. Ko gre urok narobe zaradi Parkerjevih dejanj, se multivesolje odpre in v Parkerjevo vesolje pride več obiskovalcev iz alternativnih resničnosti.
Tretji film MCU o Spider-Manu je bil načrtovan med produkcijo filma Spider-Man: Vrnitev domov leta 2017. Pogajanja med Sonyjem in Marvel Studios o spremembi njihovega dogovora – v katerem skupaj producirata filme o Spider-Manu – so se končala tako, da je Marvel Studios zapustil projekt avgusta 2019, vendar je negativen odziv oboževalcev privedel do novega dogovora med podjetji mesec dni kasneje. Watts, McKenna, Sommers in Holland so se znova pridružili projektu, snemanje pa je potekalo od oktobra 2020 do marca 2021 v New Yorku in Atlanti. Ta film služi kot film med MCU in prejšnjimi filmi o Spider-Manu, ki sta jih režirala Sam Raimi in Marc Webb. Več igralcev je ponovilo svoje vloge iz teh filmov, vključno s prejšnjima igralcema Spider-Mana, Maguirejem in Garfieldom. Njuno sodelovanje je bilo predmet številnih špekulacij in številnih objav, čeprav so Sony, Marvel in igralska zasedba poskušali prikriti njuno sodelovanje do izida filma.
Spider-Man: Ni poti domov je bil premierno predvajan v gledališču Fox Village v Hollywoodu v Los Angelesu 13. decembra 2021, v Združenih državah pa je bil predvajan 17. decembra kot del četrte faze MCU. Film je prejel pozitivne ocene kritikov in zaslužil več kot 1,952 milijarde dolarjev po vsem svetu, s čimer je presegel svojega predhodnika kot najuspešnejši film, ki ga je izdal Sony Pictures. Postal je najuspešnejši film leta 2021, šesti najuspešnejši film vseh časov, najuspešnejši film o Spidermanu in postavil več drugih rekordov v blagajni, vključno s tistimi za filme, ki so bili predvajani med pandemijo COVID-19. Film je med številnimi drugimi priznanji prejel nominacijo za najboljše vizualne prizore na 94. podelitvi oskarjev. Razširjena različica filma s podnaslovom The More Fun Stuff Version je bila predvajana v kinematografih septembra 2022. Nadaljevanje naj bi izšlo julij 2026.

## Vsebina
Potem, ko je Quentin Beck Petru Parkerju podtaknil umor in pri tem razkril, da je Parker Spider-Man, Oddelek za nadzor škode zasliši Parkerja, njegovo punco, Michelle Mary Jane Jones-Watson, njegovega najboljšega prijatelja Ned Leeds in njegovo teto May Parker. Odvetnik Matt Murdock odloči, da se Parkerjeve obtožbe zavržejo, vendar se skupina spopade z negativimi pritiski. Potem ko so Parkerjeve, MJ-jeve in Nedove prijave za MIT zavrnjene, se Parker odpravi v New York Sanctum, da bi za pomoč prosil doktorja Stephena Strangea. Strange začne izvajati urok, zaradi katerega bi vsi pozabili, da je Parker Spider-Man, vendar se pokvari, ko Parker večkrat zahteva spremembe, da bi njegovi ljubljeni ohranili spomine. Urok zato propade.
Na Strangeov predlog skuša Parker prepričati administratorja MIT, naj ponovno razmisli o MJ-jevih in Nedovih prijavah. Kmalu ga na avtocesti napade Otto Octavius, ki iztrga nanotehnologijo iz Parkerjeve železne obleke Spider-Mana. To se poveže z Octaviusovimi mehanskimi lovkami in Parkerju omogoči, da prevzame nadzor nad njimi. Ko prispe Norman Osborn in ga napade, Strange teleportira Parkerja nazaj v Sanctum in zaklene Octaviusa v celico poleg Curta Connorsa. Strange pojasnjuje, da je poškodovani urok priklical ljudi iz drugih vesolj znotraj multivesolja, ki poznajo identiteto Spider-Mana. Parkerju, Mary Jane in Nedu naroči, naj poiščejo in ujamejo druge; poiščejo in ujamejo Maxa Dillona in Flinta Marka v vojaško raziskovalno ustanovo.
Osborn od svoje razcepljene osebnosti zelenega goblina povrne nadzor nad seboj in uniči masko goblina. Od tete May dobi pomoč, dokler ga Parker ne ujame. Medtem ko razpravljajo o svojih bitkah s Spider-Manom, Osborn, Octavius in Dillon ugotovijo, da so bili umaknjeni iz svojih vesolj tik pred smrtjo. Strange se pripravi, da bo obrnil zaprti urok in zlikovce poslal nazaj v njihova vesolja, vendar Parker trdi, da bi morali najprej pomagati vsakemu zlobnežu, da bi po vrnitvi morda spremenil svojo usodo. Ko Strange zavrne, Parker ukrade urok, ujame Strangea v zrcalno dimenzijo in odpelje zlikovce v stanovanje Happy Hogana. Za zdravljenje Octaviusa uporabi tehnologijo Starkove industrije. Preden lahko Parker ozdravi kogarkoli drugega, se sproži njegov pajkov čut in ugotovi, da je Goblinova osebnost ponovno prevzela nadzor nad Osbornom. Goblin prepriča druge zlikovce, da izdajo Parkerja ter nato smrtno poškoduje teto May, ko Dillon, Marko, Connors in Octavius pobegnejo; Preden umre, May pove Petru, da "z veliko močjo mora prevzeti tudi veliko odgovornost".
Pozneje Ned odkrije, da lahko ustvari portale z uporabo Strangeovega obroča za zanko, s katerim z Mary Jane poskušata najti Parkerja. Namesto tega najdejo alternativne različice Parkerja, ki so bili prav tako priklicani iz vesolja zlikovcev s Strangeovim urokom in imajo vzdevka "Peter-2" in "Peter-3". Skupina najde Parkerja iz tega vesolja z vzdevkom "Peter-1", ki žaluje za Mayino smrtjo in je pripravljen zlobneže poslati domov umret. Druga dva Petra delita zgodbe o izgubi ljubljenih in spodbujata Parkerja, da se bori v Mayino čast. Trije Parkerji razvijejo zdravila za zlikovce in jih zvabijo h Kipu svobode. Peter-1 in Peter-2 ozdravita Connorsa in Marka, medtem ko Octavius pomaga ozdraviti Dillona. Ned po nesreči osvobodi Strangea iz zrcalne dimenzije. Goblin sprosti zaprti urok, podre ovire med vesolji in privabe nešteto drugih, ki poznajo Parkerjevo identiteto. Peter-1 medtem poskuša ubiti Goblina. Peter-2 ga ustavi, vendar Goblin zabode Petra-2. Peter-3 pomaga Petru-1, da Goblinu vbrizga svoje zdravilo in Osbornu povrne zdrav razum. 
Peter-1 spozna, da je edini način za zaščito multivesolje ta, da se njegovo identiteto izbriše iz spomina vseh, in zahteva doktorju Strangeu, da to stori, hkrati pa obljubi Mary Jane in Nedu, da ju bo našel in ju spomnil, kdo je. Strange nerad izpolni urok in vsi se vrnejo v svoja vesolja, vključno z Eddiejem Brockom, ki nevede pusti za seboj delček simbiota Venoma. Dva tedna pozneje Parker obišče Mary Jane, da bi se njej in Nedu ponovno predstavil, vendar se odloči, da tega ne stori. Zatem obišče Mayin grob, kjer se pogovarja s Hoganom in dobi navdih, da nadaljuje, izdela novo obleko Spider-Mana in nadaljuje svojo kariero v New Yorku.

## Vloge
- Tom Holland – Peter Parker (Spider-Man)
- Zendaya – Mary Jane Watson
- Benedict Cumberbatch – Doktor Stephen Strange
- Jacob Batalon – Ned Leeds
- Jon Favreau – Happy Hogan
- Jamie Foxx – Max Dillon (Elektro)
- Willem Dafoe – Norman Osborn (Zeleni Goblin)
- Alfred Molina – Otto Octavius (Doktor Octopus)
- Benedict Wong – Wong
- Tony Revolori – Eugene "Flash" Thompson
- Marisa Tomei – May Parker
- Andrew Garfield – Peter Parker (Spider-Man) oz. Peter Parker 3
- Tobey Maguire –  Peter Parker (Spider-Man) oz. Peter Parker 2